# Sasinc
Sasinc (Шашинци) település Szerbiában, a Vajdaságban, a Szerémségi körzetben, Szávaszentdemeter községben.

## Demográfiai változások
| 1948  | 1953  | 1961  | 1971  | 1981  | 1991  | 2002  |
| ----- | ----- | ----- | ----- | ----- | ----- | ----- |
| 2 087 | 2 029 | 2 106 | 2 067 | 1 983 | 1 928 | 1 830 |